# Збірна Андорри з футболу
Збірна Андорри з футболу представляє одну з «карликових» держав Європи і керується Андоррською Федерацією футболу, яка була заснована 1994 року. Перший офіційний матч команда зіграла через два роки, 1996, коли національна футбольна федерація була прийнята до ФІФА.
Станом на 28 листопада 2024 посідає 171-e місце у рейтингу футбольних збірних світу.

## Чемпіонати світу
- 1930 – 1998 — не брала участі
- 2002 – 2022 — не пройшла кваліфікацію

## Чемпіонати Європи
- 1960 – 1996 — не брала участі
- 2000 – 2024 — не пройшла кваліфікацію

### Ліга націй УЄФА
| Ліга націй УЄФА | Ліга націй УЄФА | Ліга націй УЄФА | Ліга націй УЄФА | Ліга націй УЄФА | Ліга націй УЄФА | Ліга націй УЄФА | Ліга націй УЄФА | Ліга націй УЄФА | Ліга націй УЄФА | Ліга націй УЄФА |
| Рік             | Ліга            | Група           | І               | В               | Н               | П               | М+              | М-              | П/П             | Рей             |
| --------------- | --------------- | --------------- | --------------- | --------------- | --------------- | --------------- | --------------- | --------------- | --------------- | --------------- |
| 2018—19         | D               | 1               | 6               | 0               | 4               | 2               | 2               | 9               | ▬               | 53-е            |
| 2020—21         | D               | 1               | 6               | 0               | 2               | 4               | 1               | 11              | ▬               | 55-е            |
| 2022—23         | D               | 1               | 6               | 2               | 2               | 2               | 6               | 7               | ▬               | 53-е            |
| 2024—25         | D               | Буде визначено  | Буде визначено  | Буде визначено  | Буде визначено  | Буде визначено  | Буде визначено  | Буде визначено  | Буде визначено  | Буде визначено  |
| Усього          | Усього          | Усього          | 18              | 2               | 8               | 6               | 9               | 27              |                 |                 |

## Стадіон

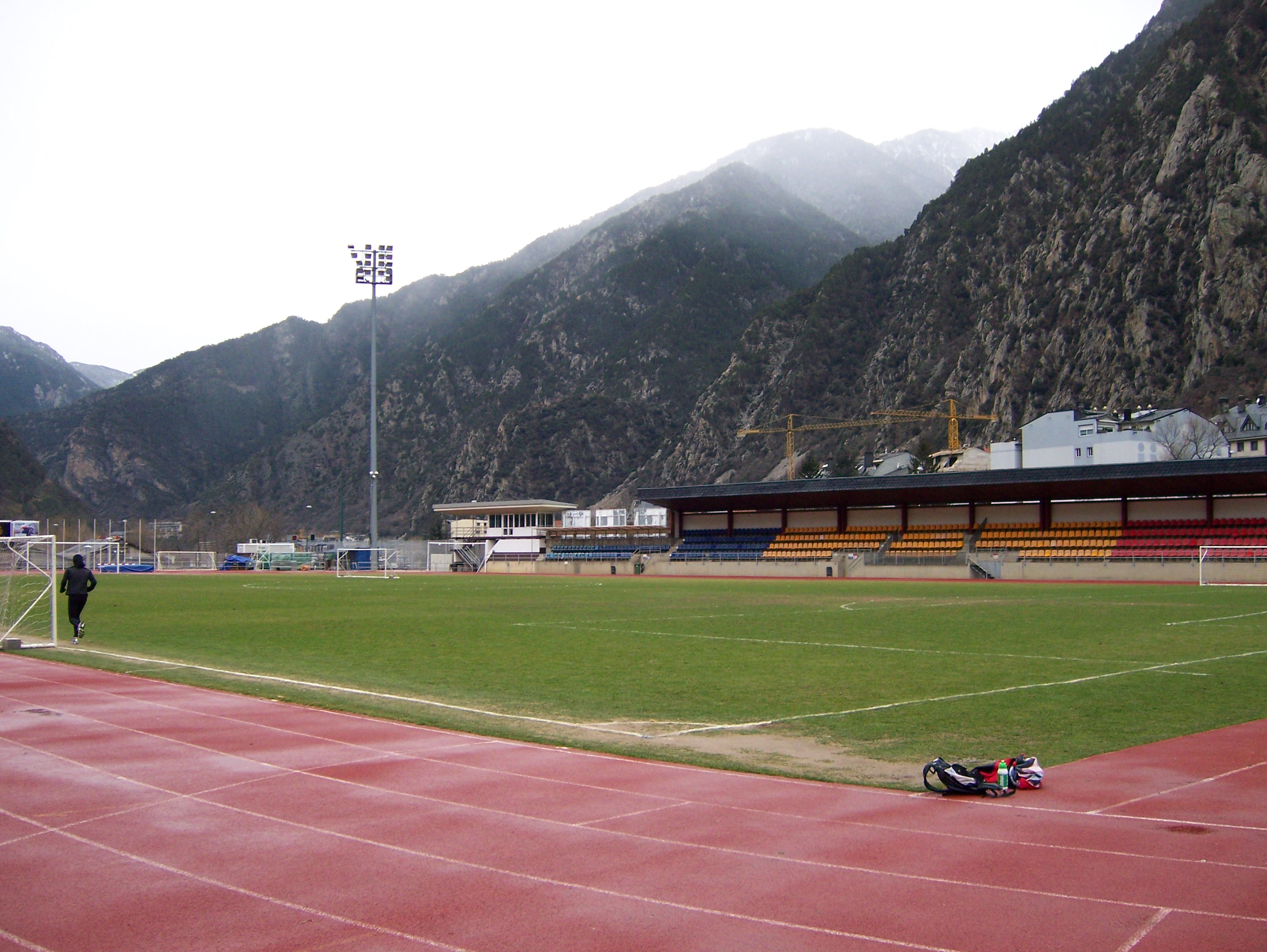
Домашня арена збірної Андорри

Домашні матчі збірна Андорри проводить на стадіоні Камп д'Еспортс Айшоваль (кат. Camp d’Esports d’Aixovall)у селі Аксовал поблизу столиці. Стадіон вміщує 1.800 осіб і є домашньою ареною для команд Андорра, Сан-Жулія, Рейнжерс,Санта-Коломата Лузітанос. Варто зазначити, що деякі зустрічі з іменитими супротивниками неодноразово проводилися за кордоном, на стадіонах Барселони й Леріди в іспанській Каталонії.

## Ігри зУкраїною
| Дата           | Статус              | Господар | Рахунок | Гість   |
| -------------- | ------------------- | -------- | ------- | ------- |
| 10 жовтня 1998 | відбір до Євро 2000 | Андорра  | 0:2     | Україна |
| 5 червня 1999  | відбір до Євро 2000 | Україна  | 4:0     | Андорра |
| 5 вересня 2009 | відбір до ЧС 2010   | Україна  | 5:0     | Андорра |
| 14 жовтня 2009 | відбір до ЧС 2010   | Андорра  | 0:6     | Україна |

## Рекордсмени

### Найбільша кількість виступів за збірну
Гравці з найбільшою кількістю виступів за збірну, станом на 1 липня 2012 року:
| #  | Ім'я            | Кар'єра       | Матчі | Голи |
| -- | --------------- | ------------- | ----- | ---- |
| 1  | Оскар Сонеже    | 1997 - донині | 90    | 3    |
| 2  | Кольдо Альварес | 1998 - 2009   | 79    | 0    |
| 3  | Маноло Жіменез  | 1998 - донині | 78    | 1    |
| 4  | Ілдефонс Ліма   | 1997 - донині | 74    | 7    |
| 5  | Чема Гарсія     | 1997 - 2008   | 71    | 0    |
| 6  | Жорді Ескура    | 1998 - донині | 66    | 0    |
| 7  | Жусто Руїз      | 1998 - 2008   | 65    | 2    |
| 8= | Жулі Санчез     | 1996 - 2011   | 64    | 2    |
| 8= | Антоніо Ліма    | 1997 - 2009   | 64    | 1    |
| 10 | Жозеп Айяла     | 2003 - донині | 60    | 1    |

### Найкращі бомбардири
Найкращі бомбардири збірної станом на 1 липня 2012 року:
| # | Гравець              | Кар'єра       | Голи (Матчі) |
| - | -------------------- | ------------- | ------------ |
| 1 | Ілдефонс Ліма        | 1997 - донині | 7 (74)       |
| 2 | Оскар Сонеже         | 1997 - донині | 3 (90)       |
| 2 | Жезус Жуліан Лусендо | 1996 - 2003   | 3 (29)       |
| 3 | Еміліано Гонзалез    | 1998 - 2003   | 2 (36)       |
| 3 | Марк Пужол           | 2000 - 2011   | 2 (54)       |
| 3 | Жусто Руїз           | 1998 - 2008   | 2 (65)       |
| 3 | Жулі Санчез          | 1996 - 2011   | 2 (64)       |
| 3 | Фернандо Сілва       | 2003 - донині | 2 (45)       |
| 4 | Жозеп Айяла          | 2003 - донині | 1 (60)       |
| 4 | Марк Бернаус         | 2000 - донині | 1 (30)       |
| 4 | Антоніо Ліма         | 1997 - 2009   | 1 (64)       |
| 4 | Крістіан Мартінез    | 2009 - донині | 1 (17)       |
| 4 | Агусті Пол           | 1996 - 2003   | 1 (28)       |
| 4 | Маноло Жіменез       | 1998 - донині | 1 (78)       |
| 4 | Роберто Жонас        | 1999 - 2005   | 1 (30)       |
| 4 | Ґабріел Ріера        | 2004 - 2009   | 1 (17)       |
| 4 | Жулі Фернандез       | 1998 - 2009   | 1 (39)       |

### Воротарі
Всі воротарі збірної станом на 1 липня 2012 року:
| # | Ім'я                | Кар'єра       | Матчі | Перемоги | ГП |
| - | ------------------- | ------------- | ----- | -------- | -- |
| 1 | Кольдо Альварес     | 1998 - 2009   | 79    | —        | —  |
| 2 | Жозеп Антоніо Гомес | 2006 - донині | 24    | —        | —  |
| 3 | Алфонсо Санчез      | 1996 - 2004   | 6     | 0        | 22 |
| 4 | Жозеп Серрано       | 1997          | 2     | 0        | 8  |
| 5 | Пол Ферран          | 2010 - донині | 2     | —        | —  |